# Carline Bouw
Carline Bouw, född den 14 december 1984 i Epe i Nederländerna, är en nederländsk roddare.
Hon tog OS-brons i åtta med styrman i samband med de olympiska roddtävlingarna 2012 i London.
Vid de olympiska roddtävlingarna 2016 i Rio de Janeiro tog hon ett silver i scullerfyra tillsammans med Chantal Achterberg, Nicole Beukers och Inge Janssen.